# Полет 863 на „Транс Интернешънъл Еърлайнс“
Полет 863 на „Транс Интернешънъл Еърлайнс“ е вътрешен „празен полет“ от международното летище „Джон Ф. Кенеди“, Ню Йорк, Ню Йорк, до международното летище „Вашингтон Дълес“, Дълес, Вашингтон, Съединените американски щати, управляван от „Транс Интернешънъл Еърлайнс“. На 8 септември 1970 г. самолетът „Дъглас DC-8-63CF“, който изпълнява полета, се разбива по време на излитане от писта 13R на летището в Ню Йорк и убива всички 11 членове на екипажа, които са и единствените хора на борда машината.
Вероятната причина за този инцидент е загуба на контрол върху наклона, причинена от заклещване на заострен, покрит с асфалт предмет между предния ръб на десния елеватор и десния хоризонтален стабилизатор. Ограничението за движение на елеватора, причинено от изключително необичайно и неизвестно състояние, не е открито от екипажа навреме, за да прекрати излитането. Въпреки това, очевидната липса на реакция на екипажа към аварийната ситуация, съчетана с неспособността на капитана да наблюдава адекватно излитането, допринасят за катастрофата.
След инцидента Федералната авиационна администрация въвежда нови времеви минимуми между самолетите в линия за излитане.